# 普济寺 (西城区)
普济寺是位于中国北京市西城区西海南沿48号的一座汉传佛教寺院。

## 历史
普济寺始建年代无考，于明朝正德十四年（1519年）重建。寺内有明朝正德十四年重修碑。该寺因地势高，故俗称“高庙”。现在该寺建筑为北京市有机玻璃制品厂使用。
普济寺以北原为中华民国初年梁巨川在什刹海投湖自杀处，曾立有“梁巨川先生殉道碑”，后来该碑遗失。

## 建筑
普济寺坐西朝东，现在寺院格局已经不完整，仅存部分殿宇。